# Шуази, Огюст
Огюст Шуази (фр. Auguste Choisy; 7 февраля 1841, Витри-ле-Франсуа, Франция — 18 сентября 1909, Париж, Франция) — французский инженер, историк архитектуры и строительной техники.

## Биография
Огюст Шуази родился в семье архитектора. В 1861 году поступил в Политехническую школу в Париже (École Polytechnique). Затем работал в Ведомстве мостов и дорог (Corps des ponts et chaussées). Он отправился с французской дипломатической миссией в Грецию, где, изучая античные памятники Афин, одним из первых отметил курватуру (кривизну) стилобата древнегреческих храмов. Этот факт неоднократно привлекал внимание исследователей с момента обретения Грецией независимости в 1835 году. Однако Шуази был первым, кто предположил, что кривизна античных построек позволяет компенсировать искажения, появляющиеся в процессе зрительного восприятия и представить горизонтальные и вертикальные линии и плоскости как прямые.
В 1866 году Огюст Шуази закончил обучение в Политехнической школе и работу в Ведомстве мостов и дорог, и уехал в Италию. Его инженерное образование пригодилось стипендиатам Французской академии в Риме.
По возвращении во Францию в 1868 году Шуази приступил к своим обязанностям инженера в резиденции Ретель, Шампань. Во время войны 1870 года он служил офицером инженерных войск; именно тогда он впервые встретил выдающегося историка и реставратора архитектуры Эжена Виолле-ле-Дюка. Последний приветствовал ещё не опубликованную работу Шуази по древнеримской архитектуре в сноске № 5 к своему «Толковому словарю французской архитектуры XI—XVI веков» (Dictionnaire raisonne de l’Architecture Francaise du XI au XVI siecle, 1875): «Молодой французский инженер месье Шуази скоро опубликует весьма полный труд о строении римских сводов, по памятникам. Этот сборник, который мы держим в руках, подробно описывает различные процессы, использовавшиеся этими великими строителями, и самым очевидным образом демонстрирует, что экономия расходов была одной из их главных забот. Мы призываем архитекторов, которые серьёзно хотят знать процессы, применяемые римлянами в строительстве, обратиться по этому вопросу к работе месье Шуази».

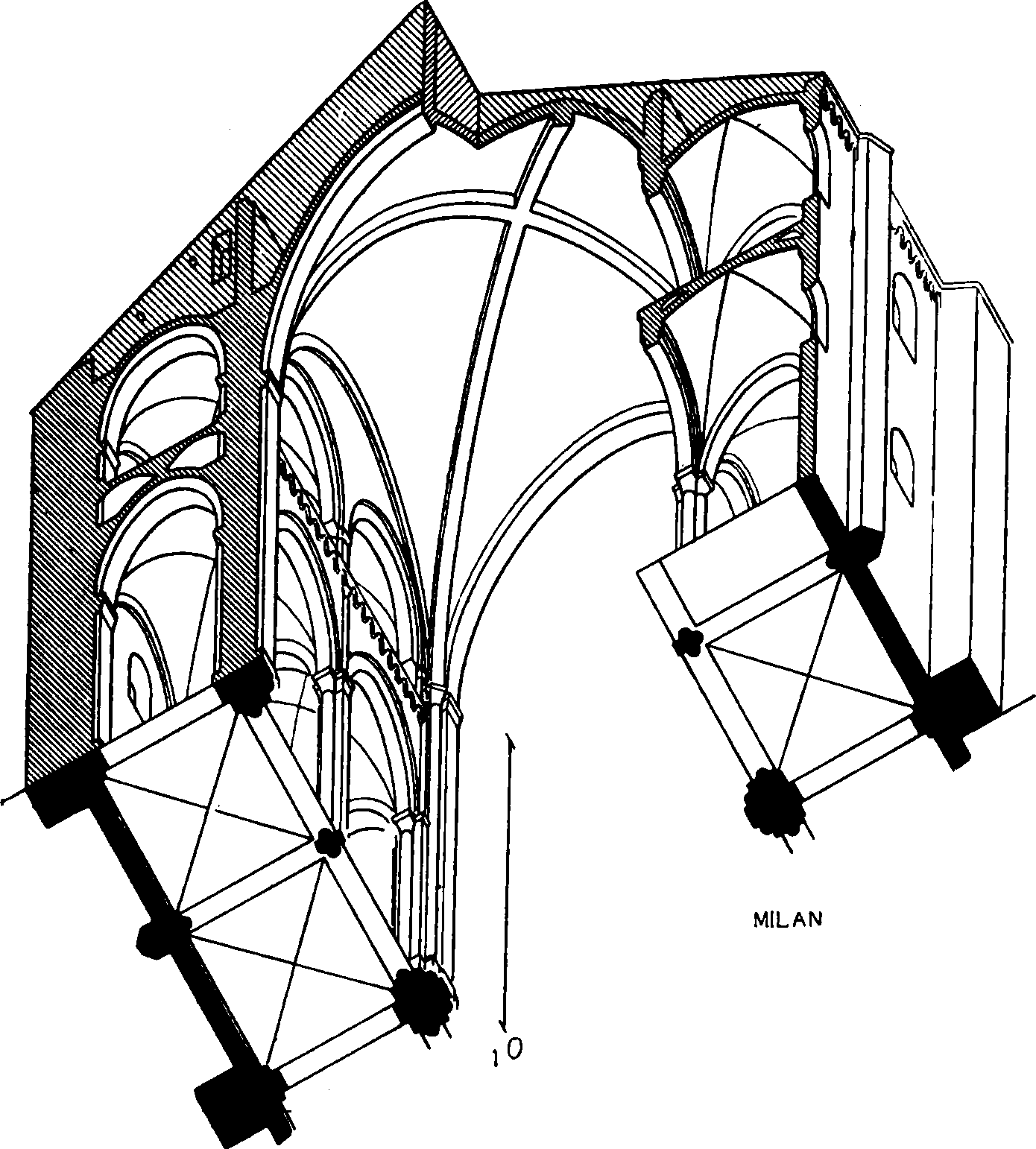
Церковь Сант-Амброджьо в Милане. Пример аксонометрического чертежа О. Шуази. История архитектуры. Т. 2

В 1873 году Огюст Шуази опубликовал книгу «Строительное искусство римлян» (l’Art de bâtir chez les Romains), в которой продемонстрировал свой метод построения аналитических чертежей-реконструкций памятников в аксонометрической перспективе. Этот способ представления архитектурного сооружения останется его любимым. Он позволяет создать наглядное изображения здания одновременно с нескольких сторон, в плане, перспективе и проекциях.
С 1876 года Огюст Шуази преподавал историю архитектуры: он был лектором в Школе мостов дорог, преподавал в Политехнической школе, а также в Школе садоводства в Версале (l'École d’horticulture de Versailles).
Наряду с преподавательской деятельностью Шуази много путешествовал по Греции, Турции и Ближнему Востоку (1875). Он был назначен ответственным за проект транссахарской железной дороги — единственный проект в его карьере инженера-строителя дорог, — который привёл его в Северную Африку в 1880 году.
В 1899 году Огюст Шуази опубликовал свой главный труд, обобщающий предыдущие работы: «Историю архитектуры» (l’Histoire de l’architecture). Этот двухтомный труд охватывает период от предыстории до XVIII века, включая не только западноевропейскую, но также архитектуру стран Ближнего, Среднего и Дальнего Востока. В начале XX века работы Огюста Шуази подвергали жёсткой, во многом справедливой критике, в основном за то, что он, будучи инженером-строителем подменял историю архитектуры историей строительных конструкций. Таковы, в частности, примечания и комментарии Н. И. Брунова, В. Д. Блаватского, Б. П. Денике и других к русскому изданию «Истории архитектуры», предпринятому Всесоюзной Академией архитектуры в 1935—1937 годах. Тем не менее, значение «Истории архитектуры» Шуази велико, оно было влиятельным на протяжении столетий, прежде всего за изложение технических подробностей строительного искусства. Особенно вдохновляли исследования Шуази сторонников структурного рационализма, Конструктивизм (искусство)архитекторов-конструктивистов и Функционализм (архитектура) функционалистов. «Несмотря на относительно узкую задачу эта книга полна тонких наблюдений, интересных фактов, остроумных заключений».
В 1903 году Огюст Шуази был награжден Золотой медалью Королевского института британских архитекторов (RIBA). Он умер в 1909 году, так и не завершив своего критического и иллюстрированного издания трактата Витрувия «Десять книг об архитектуре».

## Основные труды
- Строительное искусство римлян (L’art de bâtir chez les Romains), 1873
- Строительное искусство у византийцев (L’Art de bâtir chez les Byzantins), 1883
- История архитектуры. В 2-х т. (Histoire de l’architecture), 1899. Русский перевод: 1910, 1935
- Строительное искусство египтян (L’art de bâtir chez les Égyptiens), 1904